# Emil Oelbermann

Emil Oelbermann

Emil Oelbermann (* 19. August 1833 in Lennep; † 1. Mai 1897 in Köln) war ein im Textilhandel tätiger Kölner Unternehmer, dessen Frau Laura später durch soziale Wohltaten und Spenden stadtweit bekannt wurde.

## Auswanderung in die USA
Emil Oelbermann betrieb am Alter Markt in Köln ein Tuchgeschäft. 1866 lernte er die strenggläubige Protestantin Laura Nickel kennen; die beiden heirateten 1868. Der The New York Times zufolge kam Oelbermann erstmals 1851 nach New York, übernahm dort 1869 eine seit 1849 bestehende Firma, die seit 1857 als E. Oelbermann & Co. firmierte. In New York baute er 1877 ein Geschäftshaus in der 57-63 Greene Street in Lower Manhattan, wohin die E. Oelbermann & Co. ihren Sitz verlegte. Als Mitunternehmer fungierte er ab 1858 in der Firma Noell & Oelbermann. Sein Partner war der Kölner Ludwig Noell (* 16. August 1833, † 14. November 1912). Oelbermann war als Textilhändler zunächst auftragsgebunden. Mit einem Teilhaber gründete er 1889 Oelbermann, Dommerich & Co., die auch Textilherstellung betrieb. Sein jüngerer Partner Louis Ferdinand Dommerich (* 2. Februar 1841 in Kassel) hatte nach seiner Auswanderung 1859 eine Lehre bei Noell & Oelbermann absolviert. Im Februar 1860 erhielt Emil Oelbermann die amerikanische Staatsbürgerschaft. Das Ehepaar Oelbermann bekam in den USA fünf Kinder, darunter die Söhne Emil (* 1872), Alfred (* 1874) und Harry (* 1877).

## Rückkehr
1880 kehrte die Familie auf Bitte Laura Oelbermanns nach Köln zurück, wo sie zunächst provisorisch im Excelsior Hotel Ernst wohnte. Architekt Hermann Otto Pflaume errichtete für die Familie 1889/90 ein Palais am Kölner Hohenstaufenring 57. Oelbermann suchte danach eine neue Betätigung. Er griff dabei auf seinen ehemaligen US-Partner Ludwig Noell zurück, dem Schwager von Otto Andreae. Dieser war Nachkomme von Christoph Andreae, der 1763 die Samt- und Seidenfabrik Christoph Andreae in Köln-Mülheim gegründet hatte. Hier stieg Emil Oelbermann als Partner ein.
Alle Kinder starben vor ihren Eltern, Harry starb 1897 auf Korsika, Emil jun. 1901 in Vervi bei Genua und Alfred 1904 in Konstanz. Ihr Vater Emil starb 1897 in Köln, so dass Laura Oelbermann ab 1904 eine Millionärswitwe ohne Erben war. Sie zählte um 1900 neben Theodor Guilleaume und Eduard Oppenheim zu den reichsten Einzelpersonen Kölns. Sie widmete sich mit großem persönlichem Einsatz der Armen- und Fürsorgepflege in Köln, wobei sie überwiegend evangelische Begünstigte auswählte. So beteiligte sie sich 1901 finanziell an der Errichtung des Evangelischen Krankenhauses Köln-Weyertal, das am 22. Oktober 1902 eröffnet wurde. Ebenfalls 1901 war sie Mitbegründerin der Evangelischen Frauenhilfe in Köln. Sie organisierte Spenden und Stiftungen zur Errichtung von Kinderhorten, Kinderkrippen und Schwesternheimen. Die Geschäftsleitung der von ihr gegründeten Stiftung obliegt heute dem Evangelischen Stadtverband Köln. 1906 wurde sie wieder deutsche Staatsbürgerin. Nach dem Tode ihres zuletzt verbliebenen Sohnes spendete sie auf Anregung von Königin Auguste Viktoria deren Stiftung für das Auguste-Viktoria-Hospital (Jerusalem) eine Million Mark. Laura Oelbermann wurde 1918 von Kaiser Wilhelm II. wegen ihres sozialen Engagements als eine der Letzten im Kaiserreich in den Adelsstand erhoben und hieß nun Laura von Oelbermann. Die von ihr testamentarisch detailliert geplante „Emil und Laura Oelbermann-Stiftung“ wurde im Januar 1930 staatlich anerkannt. Das Palais Oelbermann wurde 1930 zu einem Wohnheim für berufstätige Frauen umgebaut und Anfang der 1980er Jahre abgerissen.

## Familiengrab und Straßenname
Das Grab der Eheleute Oelbermann liegt an der „Millionenallee“ des Kölner Melaten-Friedhofs und ist dort eines der aufwändigsten figürlichen Grabdenkmäler. Es ist geschmückt mit einem neobarocken Engel – der im Krieg seine imposanten Flügel verlor – des Düsseldorfer Bildhauers Karl Janssen. Die Laura-von-Oelbermann-Promenade am linken Rheinufer in Köln ist 313 m lang.